# Alessandro D’Alatri

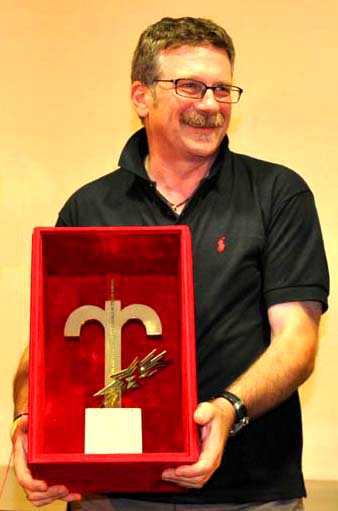
Alessandro D’Alatri (2008)

Alessandro D’Alatri (* 24. Februar 1955 in Rom; † 3. Mai 2023 ebenda) war ein italienischer Filmregisseur und Drehbuchautor.

## Leben
D’Alatri war als Teenager als Schauspieler für das Theater aktiv und auch Ende der 1960er Jahre in zwei Filmen als Darsteller aufgetreten. Beruflich spezialisierte er sich Ende des folgenden Jahrzehntes zunächst auf die Regie von Werbefilmen. 1991 drehte er einen ersten Spielfilm, der bei den Kritikern gut ankam, jedoch kaum gezeigt wurde. Der 1994 entstandene Senza pelle, erstmals nach eigenem Drehbuch, war dann ein großer Erfolg, dem es gelang, eine Geschichte mit darstellerischer Finesse und glänzend passender Musik zu erzählen. Nach einem Aufenthalt in den Vereinigten Staaten, Dokumentarfilmen und zwei Beteiligungen an Fernsehreihen verfilmte er eine apokryphe Jesusgeschichte und gehörte mit seinen im neuen Jahrtausend entstandenen Werken zu den erfolgreichsten Regisseuren seines Heimatlandes.
D’Alatri erhielt zahlreiche Auszeichnungen, darunter 1991 und 1995 den David di Donatello, 1995 das Nastro d’Argento, 2002 das Festival von Flaiano und das World Film Festival sowie 1998 den Sergio Trasatti-Preis der Filmfestspiele von Venedig.
Alessandro D’Alatri starb nach langer Krankheit im Mai 2023 im Alter von 68 Jahren.

## Filmografie (Auswahl)
- 1970: Der Garten der Finzi Contini (I giardino dei Finzi-Contini)
- 1991: Der rote Amerikaner (Americano rosso)
- 1994: Ohne Haut (Senza pelle)
- 1998: Die Gärten Eden (I giardini dell’Eden)
- 2002: Casomai – Trauen wir uns?! (Casomai)
- 2006: Commediasexi
- 2010: Sul mare